# Instytut Polski
Instytut Polski – placówka podległa Ministrowi Spraw Zagranicznych. Jej zadaniem jest promocja Rzeczypospolitej Polskiej. Funkcjonuje na podstawie porozumienia międzynarodowego. Niekiedy pełni funkcję wydziałów do spraw kultury i nauki ambasad RP.
Z Instytutami Polskimi współpracują instytucje kultury w Polsce, które w swoich zadaniach statutowych umieściły współpracę międzynarodową. Są to m.in. Polski Instytut Sztuki Filmowej, Instytut Książki, Instytut Teatralny im. Zbigniewa Raszewskiego, Narodowy Instytut Fryderyka Chopina oraz Instytut Adama Mickiewicza.
Instytutem kieruje dyrektor. Zarządza on grupą ludzi, wśród których znajduje się pracownik merytoryczny delegowany z Polski, eksperci miejscowi i pracownicy pomocniczy. Skład może ulegać drobnym zmianom, w zależności od realiów danego kraju.

## Lista Instytutów Polski
| Lokalizacja | Nazwa instytutu w języku polskim           | Nazwa w języku kraju przyjmującego           |
| ----------- | ------------------------------------------ | -------------------------------------------- |
| Belgrad     | Instytut Polski w Belgradzie               | Poljski institut u Beogradu                  |
| Berlin      | Instytut Polski w Berlinie                 | Polnisches Institut in Berlin                |
| Bratysława  | Instytut Polski w Bratysławie              | Poľský Inštitút Bratislava                   |
| Bruksela    | Instytut Polski w Brukseli                 | Service culturel de l’Ambassade de Pologne   |
| Budapeszt   | Instytut Polski w Budapeszcie              | Lengyel Intézet Budapest                     |
| Bukareszt   | Instytut Polski w Bukareszcie              | Institutul Polonez din București             |
| Düsseldorf  | Instytut Polski w Düsseldorfie             | Polnisches Institut Düsseldorf               |
| Kijów       | Instytut Polski w Kijowie                  | Польський Інститут у Києві                   |
| Lipsk       | Instytut Polski w Berlinie, filia w Lipsku | Polnisches Institut Berlin / Filiale Leipzig |
| Londyn      | Instytut Kultury Polskiej w Londynie       | Polish Cultural Institute in London          |
| Madryt      | Instytut Polski w Madrycie                 | Instituto Polaco de Cultura en Madrid        |
| Mińsk       | Instytut Polski w Mińsku                   | Польскі Інстытут ў Мінску                    |
| Moskwa      | Instytut Polski w Moskwie                  | Польский культурный центр в Москве           |
| Nowe Delhi  | Instytut Polski w Nowym Delhi              | Polish Cultural Institute in New Delhi       |
| Nowy Jork   | Instytut Kultury Polskiej w Nowym Jorku    | Polish Cultural Institute in New York        |
| Paryż       | Instytut Polski w Paryżu                   | Institut Polonais Paris                      |
| Pekin       | Instytut Polski w Pekinie                  | 波兰共和国驻华大使馆文化处                   |
| Praga       | Instytut Polski w Pradze                   | Polský institut v Praze                      |
| Rzym        | Instytut Polski w Rzymie                   | Istituto Polacco di Roma                     |
| Sofia       | Instytut Polski w Sofii                    | Полски институт в София                      |
| Sztokholm   | Instytut Polski w Sztokholmie              | Polska institutet i Stockholm                |
| Tel Awiw    | Instytut Polski w Tel Awiwie               | המכון הפולני בישראל                          |
| Tbilisi     | Instytut Polski w Tbilisi                  | პოლონური ინსტიტუტი თბილისში                  |
| Tokio       | Instytut Polski w Tokio                    | ポーランド広報文化センター                   |
| Wiedeń      | Instytut Polski w Wiedniu                  | Polnisches Institut Wien                     |
| Wilno       | Instytut Polski w Wilnie                   | Lenkijos institutas Vilniuje                 |

W styczniu 2025 zamknięto Instytut Polski w Sankt Petersburgu.